# Simone Buchanan
Simone Louise Buchanan es una actriz australiana, conocida por haber interpretado a Debbie Kelly en la serie Hey Dad..!. 

## Biografía
Simone es hija del músico Tony Buchanan y de Jo Buchanan, una maestra. 
Sus hermanos mayor es el actor Miles Buchanan y su hermana menor la actriz Beth Buchanan. 
Fue buena amiga de la ahora fallecida actriz Belinda Emmett, fallecida el 11 de noviembre de 2006 por cáncer de mama.
Salió con el actor Christopher Mayer. 
Simone comenzó a salir con David Webb y a finales de 1998 la pareja le dio la bienvenida a su primer hijo Tané Buchanan-Webb, sin embargo la relación terminó más tarde.
En el 2007 se comprometió con Brett Smith y en el 2008 se casaron en Melbourne. En agosto del 2009 la pareja anunció que estaban esperando a su segundo hijo, gracias a la fertilización in vitro. En mayo del 2010 tuvieron Remy Makoto Smith. Poco después del nacimiento de su segundo hijo, Simone tuvo que regresar al hospital para ser tratada por una infección de la cual se curó.

## Carrera
En 1978 Simone hizo su debut a la edad de diez años en el drama A Good Thing Going donde interpretó a Cathy Harris, junto a su hermano Miles Buchanan.
En 1987 obtuvo su primer papel importante en la televisión cuando se unió al elenco de la serie cómica Hey Dad..! en donde interpretó a Debby Kelly hasta 1994. En el 2010 apareció apoyando a su antigua compañera en la serie la actriz Sarah Monahan, quien alegó haber sido tocada de forma inapropiada cuando era pequeña por el actor Robert Hughes, quien interpretó a Martin Kelly, el padre de Debby y Jennifer, personajes interpretados por Simone y Sarah respectivamente.
En el 2008 se unió al elenco de la aclamada serie australiana Neighbours en donde interpretó a Samantha Fitzgerald, la esposa bipolar de Dan Fitzgerald. Originalmente su personaje solo aparecería por tres meses de marzo a junio del 2008, pero debido al éxito de su personaje este regresó de nuevo para otros tres meses esta vez de noviembre a febrero del 2009.
En el 2010 se anunció que su personaje regresaría a la serie en agosto del mismo año para participar durante cuatro semanas. Simone apareció de nuevo el 1 de noviembre del mismo año, luego de que su personaje regresara a la calle Ramsay para vengarse de Stephanie Scully por tener un hijo de su exesposo, Dan y por haber matado a Ringo Brown, su última aparición fue el 24 de noviembre del mismo año.

## Filmografía

### Series de televisión
| Año               | Título             | Personaje             | Notas                                                  |
| ----------------- | ------------------ | --------------------- | ------------------------------------------------------ |
| 2014              | Upper Middle Bogan | Kirby                 | episodio "Occupation Hazards"                          |
| 2008 - 2009, 2010 | Neighbours         | Samantha Fitzgerald   | 84 episodios                                           |
| 2006              | Mcleod's Daughters | Amy Tanaka            | episodio "The Trouble with Harry"                      |
| 2003              | Stingers           | Cathy Pearson         | episodio "Daddy's Little Diamond"                      |
| 2000, 2003        | Blue Heelers       | Enfermera Angie Cohen | 2 episodios: "Trust Accounts" & "Wheeling and Dealing" |
| 1999              | Water Rats         | Jenny Spiro           | episodio "Santiago Rain"                               |
| 1998              | All Saints         | Mitchie Bell          | episodio "Truth or Dare"                               |
| 1996              | Pacific Drive      | Laura Harris          | episodio # 1.10                                        |
| 1987 - 1994       | Hey Dad..!         | Debby Kelly           | 167 episodios                                          |
| 1994              | R.F.D.S.           | Rebecca Owens         | 13 episodios                                           |
| 1985              | Sons and Daughters | Donna Jackson         | tv serie                                               |
| 1985              | The Flying Doctors | Lucy Daniels          | miniserie                                              |
| 1983              | Carson's Law       | -                     | tv serie                                               |
| 1982              | Runaway Island     | Jemma Mcleod          | tv serie                                               |
| -                 | Secret Valley      | Simone                | episodio "The Runaway"                                 |

### Películas
| Año  | Título                      | Personaje        | Notas                                                            |
| ---- | --------------------------- | ---------------- | ---------------------------------------------------------------- |
| 2013 | Patrick                     | Madre de Patrick | corto - junto a Jackson Gallagher, Damon Gameau & Eliza Taylor   |
| 2006 | End of Town                 | Madre            | corto                                                            |
| 2005 | Push                        | Susan            | -                                                                |
| 2005 | Forced Entry                | Julie            | -                                                                |
| 2004 | Swimming to the Boy         | Mum              | -                                                                |
| 1988 | Shame                       | Lizzie Curtis    | junto a Tony Barry & Deborra-Lee Furness                         |
| 1986 | Platypus Cove               | Jenny Nelson     | junto a Tony Barry                                               |
| 1986 | Run Chrissie Run!           | Cathy            | -                                                                |
| 1984 | High Country                | Debbie Lomax     | junto a John Waters, Brett Climo & Tom Oliver                    |
| 1982 | The Mystery at Castle House | Kate             | -                                                                |
| 1981 | Doctors & Nurses            | Jane Gilmour     | -                                                                |
| 1981 | Run Rebecca, Run!           | Rebecca          | junto a Ron Haddrick, Henri Szeps, John Ewart & Cornelia Frances |
| 1979 | My Brilliant Career         | Mary Anne        | -                                                                |
| 1978 | A Good Thing Going          | Cathy Harris     | junto a Beth Buchanan, Miles Buchanan & Chris Haywood            |

- Teatro.:[12]

| Año  | Obra                 | Personaje | Director (a)         | Teatro            | Notas                                                                              |
| ---- | -------------------- | --------- | -------------------- | ----------------- | ---------------------------------------------------------------------------------- |
| 1995 | Crimes of the Heart  | -         | David Myles          | Universal Theatre | junto a Beth Buchanan, Susanne Chapman & David Tredinnick                          |
| 1993 | The Adman            | -         | Garry McQuinn        | Ensemble Theatre  | junto a Danielle Spencer, Malcolm Kennard, Kate Raison & Sam Wilcox                |
| 1991 | Arsenic and Old Lace | -         | Peter Williams       | Canberra Theatre  | junto a June Bronhill, John Clavi, Bartholomew John & Gary Scale                   |
| 1990 | Love Letters         | -         | Stephen Lloyd Helper | -                 | junto a Diane Craig, Drew Forsythe, Marcus Graham, Ron Haddrick & Andrew McFarlane |